# Friedrich Kohlrausch (fysiker)
 Der er flere personer med dette navn, se Friedrich Kohlrausch.
Friedrich Wilhelm Georg Kohlrausch (født 14. oktober 1840 i Rinteln, død 17. januar 1910) var en tysk fysiker, søn af fysikeren Rudolf Kohlrausch, sønnesøn af pædagogen Friedrich Kohlrausch. 
Efter at have studeret i Erlangen og Göttingen blev han 1864 docent ved den fysiske forening i Frankfurt a.M. og 1867 ekstraordinær professor i fysik i Göttingen. Efter forskellige andre ansættelser kom han 1888 som professor til Strasbourg og 1895 til Charlottenburg ved Berlin for at overtage posten som præsident for "Reichsanstalt" efter Helmholtz død, hvilken stilling han beholdt til 1905. 
Kohlrauschs mange arbejder, der er offentliggjorte i Poggendorffs og Wiedemanns "Annalen der Physik und Chemie", angår især fysiske målinger (elasticitet, lysbrydning, jordmagnetisme, vægtfylde, elektrisk ledningsmodstand og elektrolyters ledningsevne), blandt hvilke hans store arbejde over kvægsølvets elektriske ledningsmodstand i absolut mål (1888) kan nævnes. Hans Leitfaden der praktischen Physik (Leipzig 1870, mange senere oplag) har haft stor betydning for indførelsen af praktiske øvelser i den fysikalske undervisning.